# Tu cabeza por mil dólares
Tu cabeza por mil dólares es una película de Giovanni Fago del año 1967, y perteneciente al género del spaghetti western. Fue rodada casi con el mismo equipo que su predecesora (Como lobos sedientos).

## Argumento
Dos hermanos se odian a muerte desde que uno de ellos asesinó al padre de ambos.
- Datos: Q3899456